# Moon Music
Moon Music is het tiende studioalbum van de Britse band Coldplay. Het album verscheen op 4 oktober 2024 onder Parlophone in het Verenigd Koninkrijk en onder Atlantic Records in de Verenigde Staten. Het fungeert als het tweede gedeelte van het Music of the Spheres Project van de band.
De productie van het album lag in handen van Bill Rahko, Dan Green, Michael Ilbert en Max Martin met aanvullende bijdrages van Jon Hopkins, Ilya, Oscar Holter en The Chainsmokers. Daarnaast werkten Hopkins, Burna Boy, Little Simz, Elyanna, Tini en Ayra Starr mee aan nummers op het album.
Coldplay bracht voorafgaande aan het uitbrengen van het album de singles Feels Like I'm Falling in Love en We Pray uit. Een derde single, All My Love, werd tegelijkertijd met het album uitgebracht. Tijdens de Music of the Spheres World Tour worden zowel de nummers van het gelijknamige album en die van het album Moon Music door de band gespeeld.
Het album kreeg gemixte reviews van de muziekcritici. Moon Music kwam in de hitlijsten binnen op de eerste plaats in landen als België, Duitsland, Italië, Spanje en Zweden. Ook in de UK Albums Chart en de Billboard 200 wist het album de eerste plaats te behalen, respectievelijk de tiende en vijfde keer voor een album van de band. Het was de eerste keer sinds 2016 dat een Britse band gelijktijdig in beide lijsten binnenkwam op de eerste plaats. In de Nederlandse Album Top 100 kwam het album ook binnen op de eerste plaats.

## Achtergrond
Na het uitbrengen van haar negende studioalbum Music of the Spheres, hintte Coldplay met de subtitel Vol 1: From Earth na het uitbregen van een volgende album in de komende jaren. In januari 2023 maakten de mannen van de band bekend het recorden van hun tiende studioalbum, getiteld Moon Music, te hebben afgerond. Tijdens de Music of the Spheres World Tour speelde de band al een aantal nummers van hun volgende studioalbum Moon Music.
Op 17 juni 2024 maakte Coldplay via hun sociale mediakanalen bekend dat Moon Music zou worden uitgebracht op 4 oktober 2024. Dit werd gevolgd door de bekendmaking van de tracklist op 16 augustus 2024. El Mundo en Los Angeles Times bekroonden het album als het meest geanticipeerde album van 2024.

## Tracklist
| Nr. | Titel                                                 | Opmerking | Duur |
| --- | ----------------------------------------------------- | --------- | ---- |
| 1.  | Moon Music (met Jon Hopkins)                          |           | 4:36 |
| 2.  | Feels Like I'm Falling in Love                        |           | 3:56 |
| 3.  | We Pray (met Little Simz, Burna Boy, Elyanna en Tini) |           | 3:53 |
| 4.  | Jupiter                                               |           | 4:00 |
| 5.  | Good Feelings (met Ayra Starr)                        |           | 3:37 |
| 6.  | Alien Hits/ Alien Radio                               |           | 6:09 |
| 7.  | IAAM                                                  |           | 3:03 |
| 8.  | Aeterna                                               |           | 4:13 |
| 9.  | All My Love                                           |           | 3:42 |
| 10. | One World                                             |           | 6:47 |

## Hitnoteringen

### NederlandseAlbum Top 100
| Hitnotering: 12-10-2024 tot heden | Hitnotering: 12-10-2024 tot heden | Hitnotering: 12-10-2024 tot heden | Hitnotering: 12-10-2024 tot heden | Hitnotering: 12-10-2024 tot heden | Hitnotering: 12-10-2024 tot heden | Hitnotering: 12-10-2024 tot heden | Hitnotering: 12-10-2024 tot heden | Hitnotering: 12-10-2024 tot heden | Hitnotering: 12-10-2024 tot heden | Hitnotering: 12-10-2024 tot heden | Hitnotering: 12-10-2024 tot heden | Hitnotering: 12-10-2024 tot heden | Hitnotering: 12-10-2024 tot heden | Hitnotering: 12-10-2024 tot heden | Hitnotering: 12-10-2024 tot heden | Hitnotering: 12-10-2024 tot heden | Hitnotering: 12-10-2024 tot heden | Hitnotering: 12-10-2024 tot heden | Hitnotering: 12-10-2024 tot heden | Hitnotering: 12-10-2024 tot heden |
| Week:                             | 1                                 | 2                                 | 3                                 | 4                                 | 5                                 | 6                                 | 7                                 | 8                                 | 9                                 | 10                                | 11                                | 12                                | 13                                | 14                                | 15                                | 16                                | 17                                | 18                                | 19                                | 20                                |
| --------------------------------- | --------------------------------- | --------------------------------- | --------------------------------- | --------------------------------- | --------------------------------- | --------------------------------- | --------------------------------- | --------------------------------- | --------------------------------- | --------------------------------- | --------------------------------- | --------------------------------- | --------------------------------- | --------------------------------- | --------------------------------- | --------------------------------- | --------------------------------- | --------------------------------- | --------------------------------- | --------------------------------- |
| Positie:                          | 1                                 | 1                                 | 4                                 | 8                                 | 6                                 | 7                                 | 13                                | 17                                | 20                                | 17                                | 19                                | 36                                | 17                                | 16                                | 20                                | 29                                | 24                                | 30                                | 38                                | 45                                |
| Week:                             | 21                                | 22                                |                                   |                                   |                                   |                                   |                                   |                                   |                                   |                                   |                                   |                                   |                                   |                                   |                                   |                                   |                                   |                                   |                                   |                                   |
| Positie:                          | 50                                | 57                                |                                   |                                   |                                   |                                   |                                   |                                   |                                   |                                   |                                   |                                   |                                   |                                   |                                   |                                   |                                   |                                   |                                   |                                   |

### VlaamseUltratop 200 Albums
| Hitnotering: 12-10-2024 tot heden | Hitnotering: 12-10-2024 tot heden | Hitnotering: 12-10-2024 tot heden | Hitnotering: 12-10-2024 tot heden | Hitnotering: 12-10-2024 tot heden | Hitnotering: 12-10-2024 tot heden | Hitnotering: 12-10-2024 tot heden | Hitnotering: 12-10-2024 tot heden | Hitnotering: 12-10-2024 tot heden | Hitnotering: 12-10-2024 tot heden | Hitnotering: 12-10-2024 tot heden | Hitnotering: 12-10-2024 tot heden | Hitnotering: 12-10-2024 tot heden | Hitnotering: 12-10-2024 tot heden | Hitnotering: 12-10-2024 tot heden | Hitnotering: 12-10-2024 tot heden | Hitnotering: 12-10-2024 tot heden | Hitnotering: 12-10-2024 tot heden | Hitnotering: 12-10-2024 tot heden | Hitnotering: 12-10-2024 tot heden | Hitnotering: 12-10-2024 tot heden |
| Week:                             | 1                                 | 2                                 | 3                                 | 4                                 | 5                                 | 6                                 | 7                                 | 8                                 | 9                                 | 10                                | 11                                | 12                                | 13                                | 14                                | 15                                | 16                                | 17                                | 18                                | 19                                | 20                                |
| --------------------------------- | --------------------------------- | --------------------------------- | --------------------------------- | --------------------------------- | --------------------------------- | --------------------------------- | --------------------------------- | --------------------------------- | --------------------------------- | --------------------------------- | --------------------------------- | --------------------------------- | --------------------------------- | --------------------------------- | --------------------------------- | --------------------------------- | --------------------------------- | --------------------------------- | --------------------------------- | --------------------------------- |
| Positie:                          | 1                                 | 1                                 | 10                                | 15                                | 22                                | 33                                | 47                                | 39                                | 54                                | 62                                | 32                                | 25                                | 41                                | 56                                | 64                                | 75                                | 90                                | 165                               | 140                               | 137                               |
| Week:                             | 21                                |                                   |                                   |                                   |                                   |                                   |                                   |                                   |                                   |                                   |                                   |                                   |                                   |                                   |                                   |                                   |                                   |                                   |                                   |                                   |
| Positie:                          | 170                               |                                   |                                   |                                   |                                   |                                   |                                   |                                   |                                   |                                   |                                   |                                   |                                   |                                   |                                   |                                   |                                   |                                   |                                   |                                   |